# Pailloles
Pailloles település Franciaországban, Lot-et-Garonne megyében. Lakosainak száma 314 fő (2022. január 1.). Pailloles Beaugas, Casseneuil, Castelnaud-de-Gratecambe, Lédat és Saint-Pastour községekkel határos.

## Népesség
A település népességének változása:
| Lakosok száma | 230  | 246  | 260  | 326  | 346  | 339  | 339  | 335  | 325  | 314  |
|               | 1968 | 1982 | 1990 | 2006 | 2013 | 2015 | 2017 | 2019 | 2020 | 2022 |